# Debregeasia australis
Debregeasia australis är en nässelväxtart som beskrevs av Friis, Wilmot-dear och C.J.Chen. Debregeasia australis ingår i släktet Debregeasia och familjen nässelväxter. Inga underarter finns listade i Catalogue of Life.